# Roussalka (film)
Pour les articles homonymes, voir Roussalka (homonymie).
Pour plus de détails, voir Fiche technique et Distribution.
Roussalka (Русалка) est un film russe réalisé par Vassili Gontcharov, sorti en 1910. C'est l'adaptation du poème éponyme d'Alexandre Pouchkine.

## Fiche technique
- Photographie : Vladimir Siversen
- Décors : Vatslav Fester
- Production : Alexandre Khanjonkov
- Format : noir et blanc-muet